# Edmond Simon
Pour les articles homonymes, voir Simon (patronyme).
Edmond Simon , né le 21 avril 1923 à Somain dans le Nord et mort le 2 septembre 1944 à Marchiennes-Campagne, est un résistant français.

## Biographie
Edmond Jacques Simon naît au no 5 de la rue Denis-Papin à Somain le 21 avril 1923. Il est le père d'un enfant.
Il est résistant.
Edmond Simon est tué route nationale à Marchiennes-Campagne le 2 septembre 1944 lors de la libération de Somain et ses environs, la route nationale étant l'axe routier qui relie Somain à Marchiennes. Il est décrit comme l'« âme du groupe « Libération-Nord » de Somain ».
Il est inhumé au cimetière de Somain, carré no 4, tombe no 88. Son nom apparaît sur le monument aux morts de Somain, ainsi que sur celui de Vred, situé dans le cimetière communal. Une rue porte son nom à Somain, il s'agit de l'ancienne rue de Douai, située dans le centre-ville, dont le nom faisait doublon avec la route de Douai, sise au sud de la commune. Une rue porte également son nom à Vred. Il est déclaré Mort pour la France.
Le 14 mai 1950, la commune de Somain se voit remettre la croix de guerre avec étoile vermeil, le coussin sur lequel est déposé la médaille est porté par le fils d'Edmond Simon.

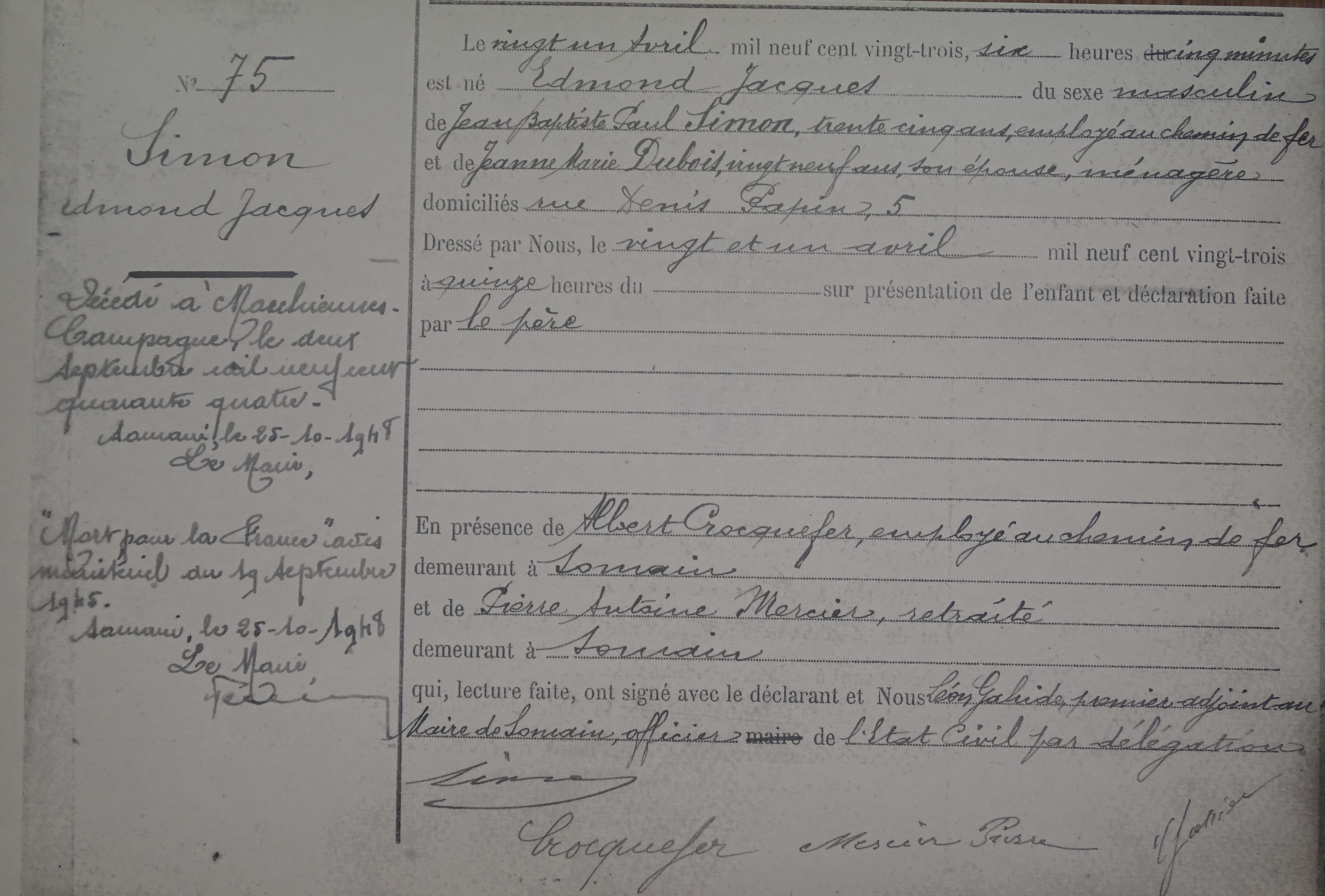
Son acte de naissance.
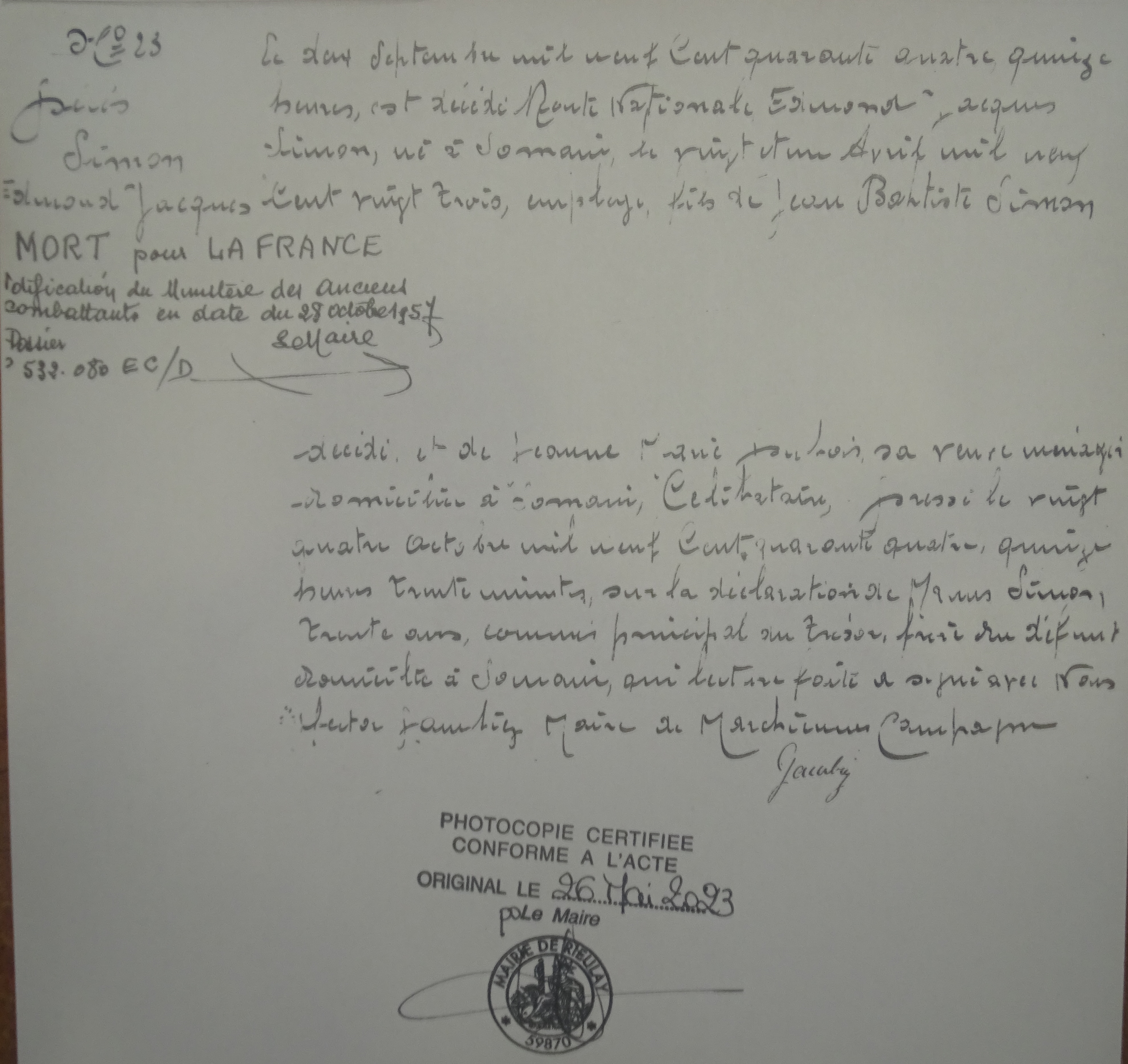
Son acte de décès.
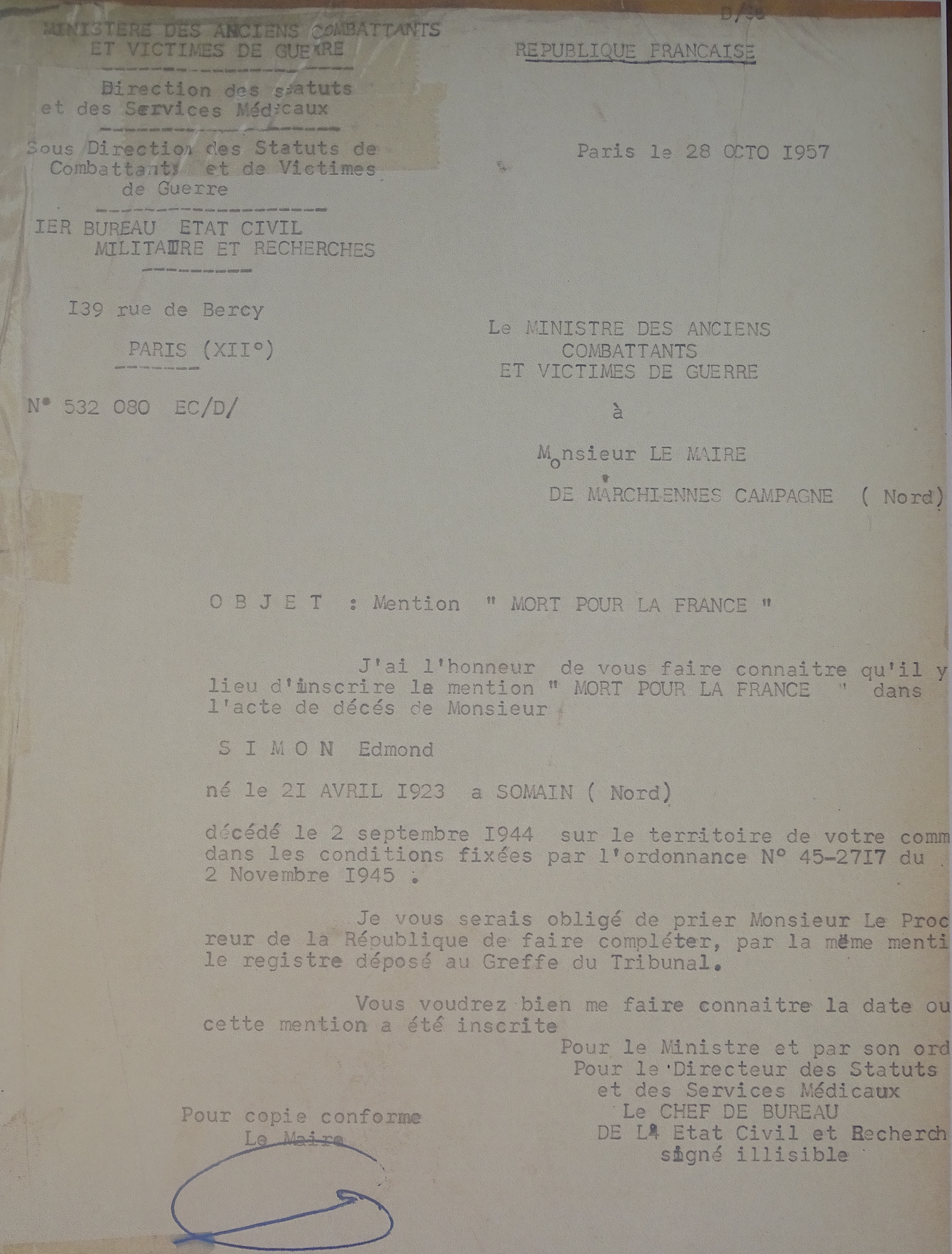
Sa mention « Mort pour la France ».
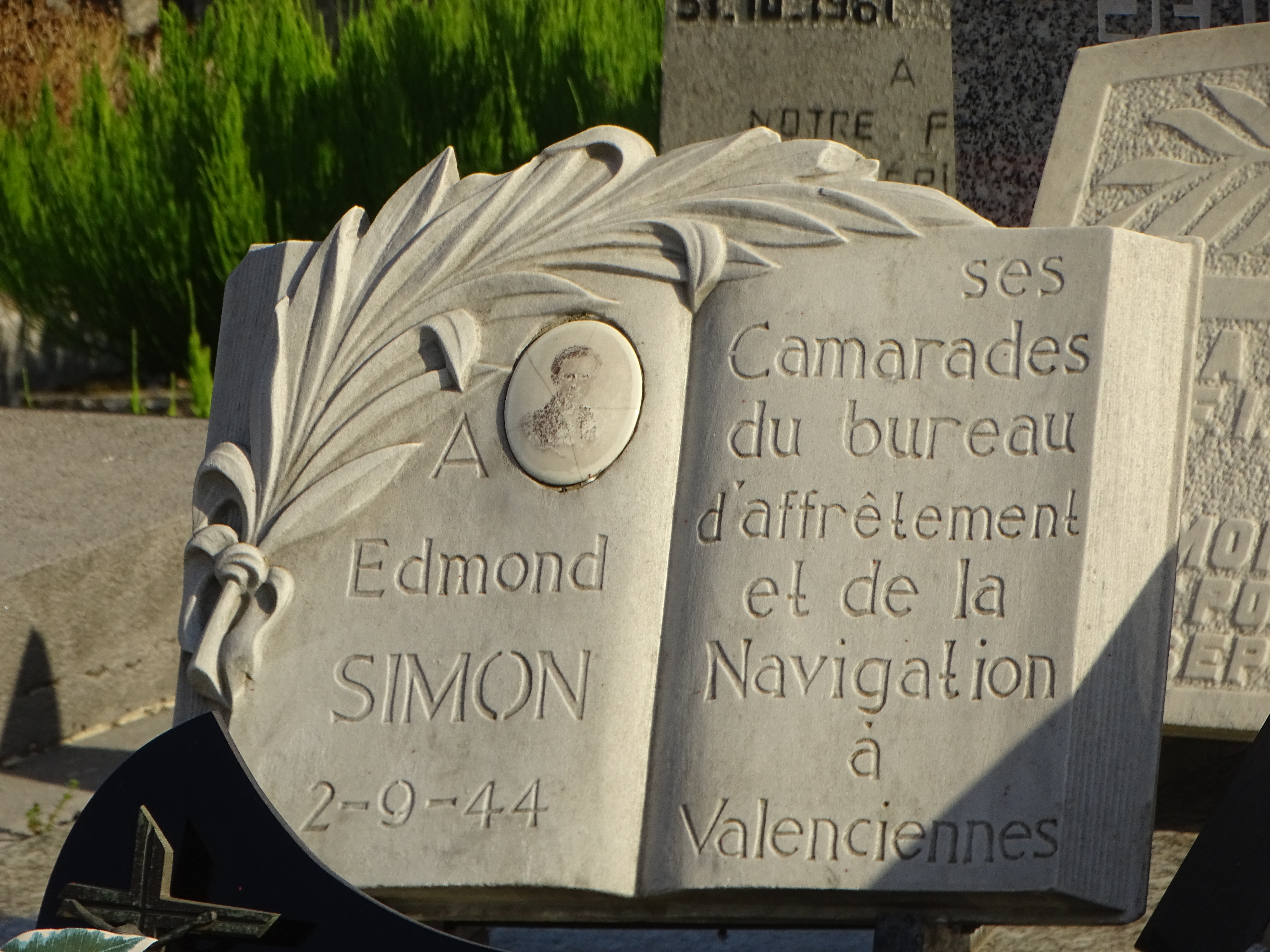
Détail de sa tombe.
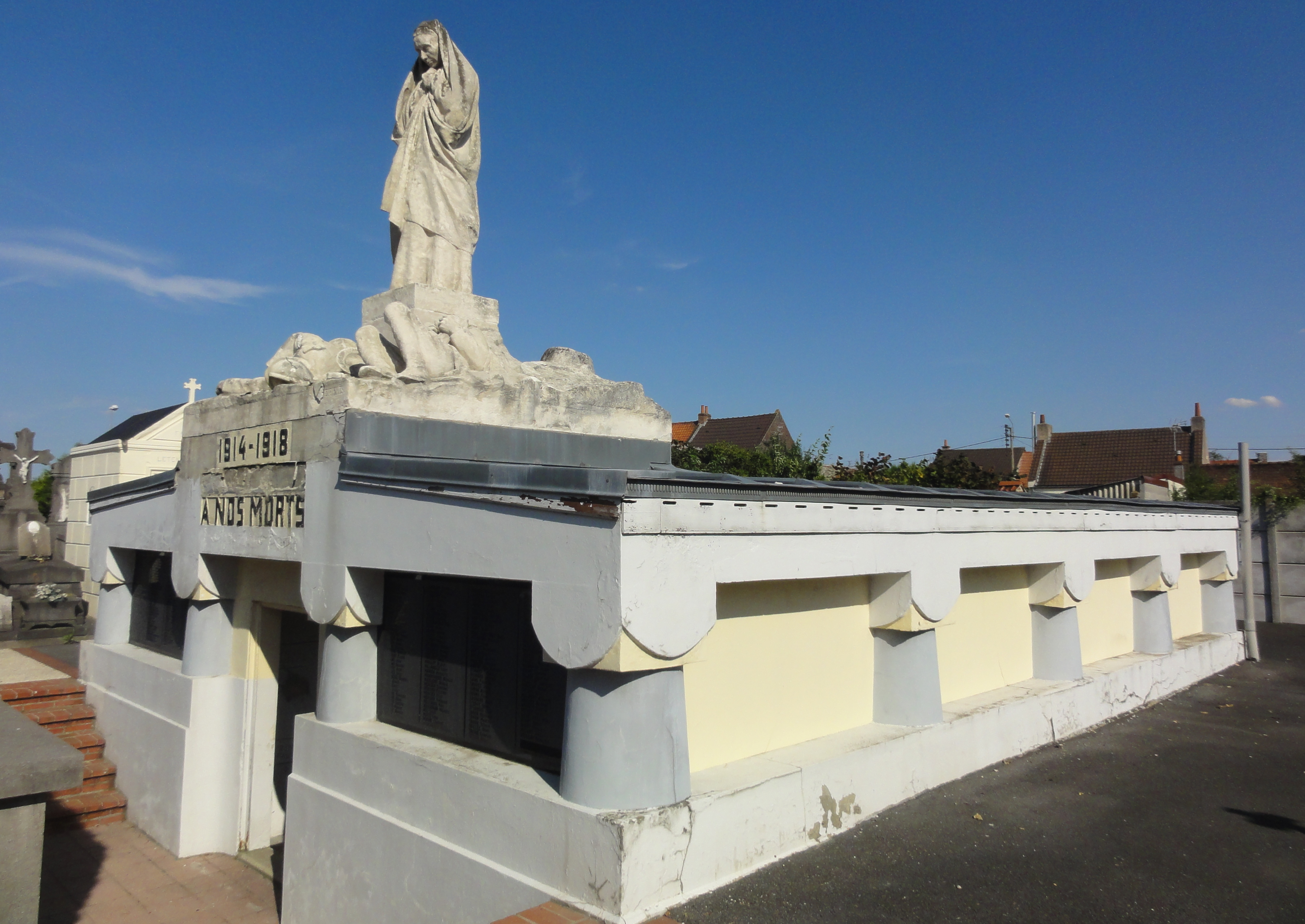
Monument aux morts de Somain.
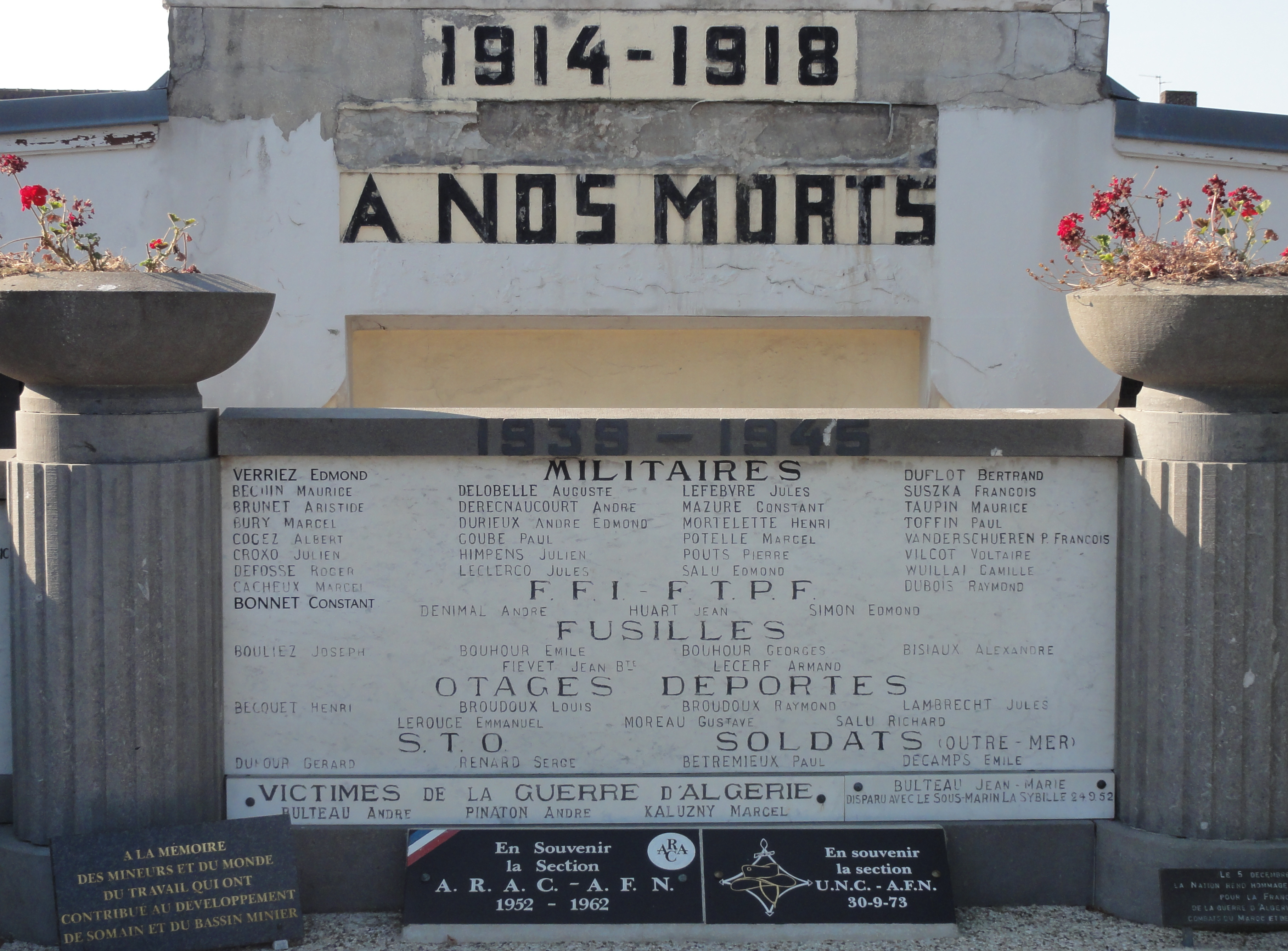
Détail du monument aux morts de Somain.
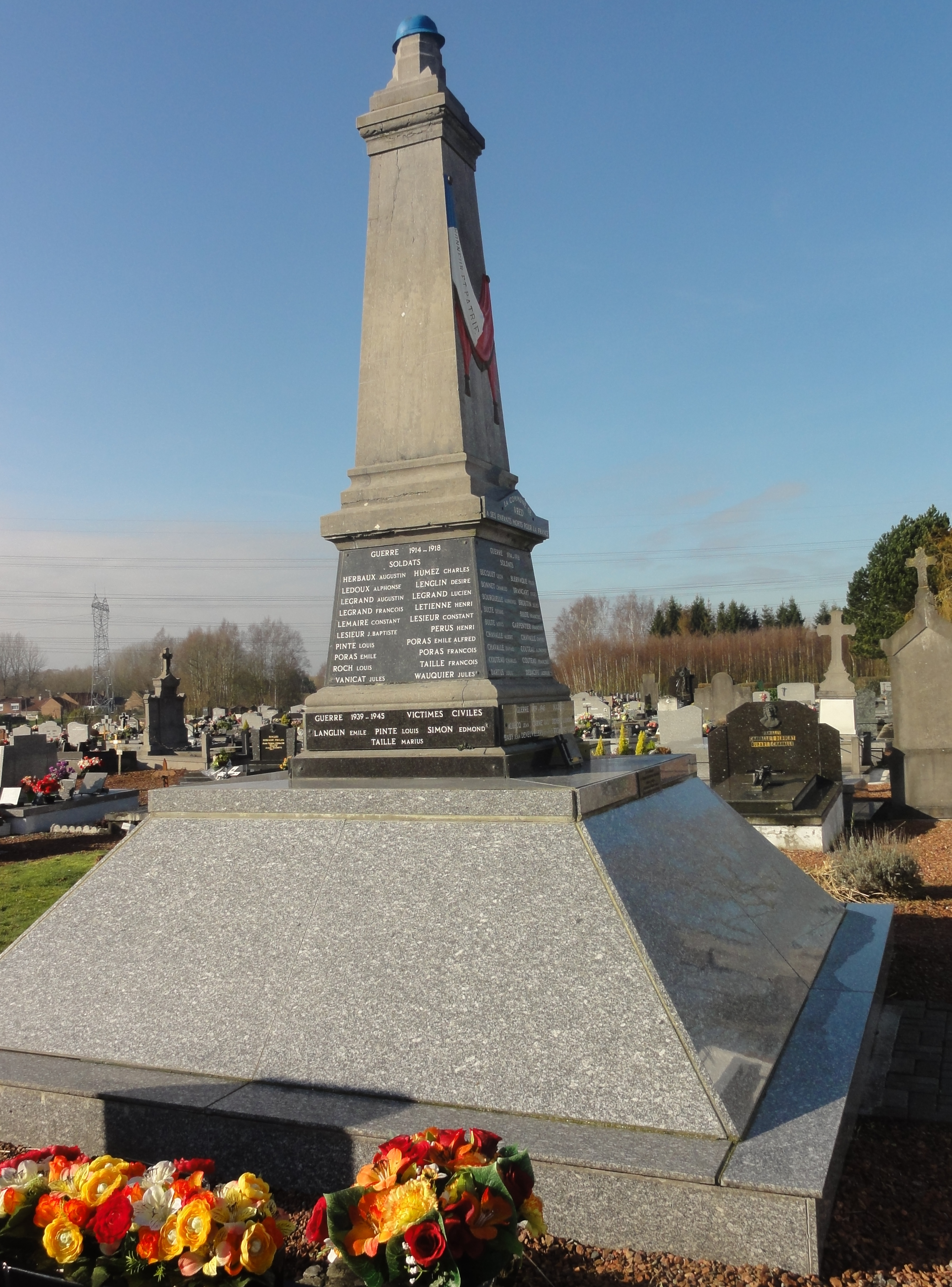
Monument aux morts de Vred.
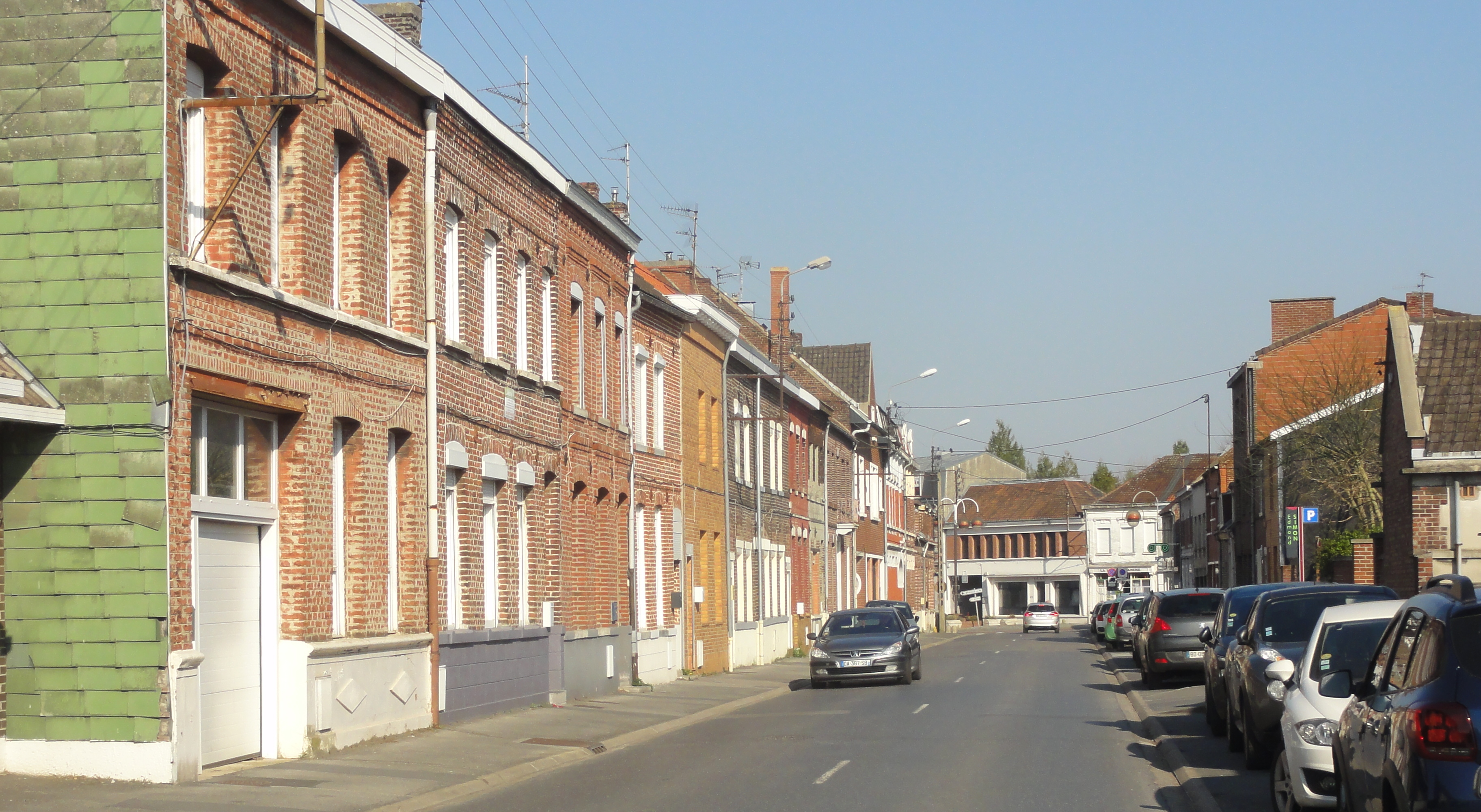
Rue Edmond-Simon à Somain.
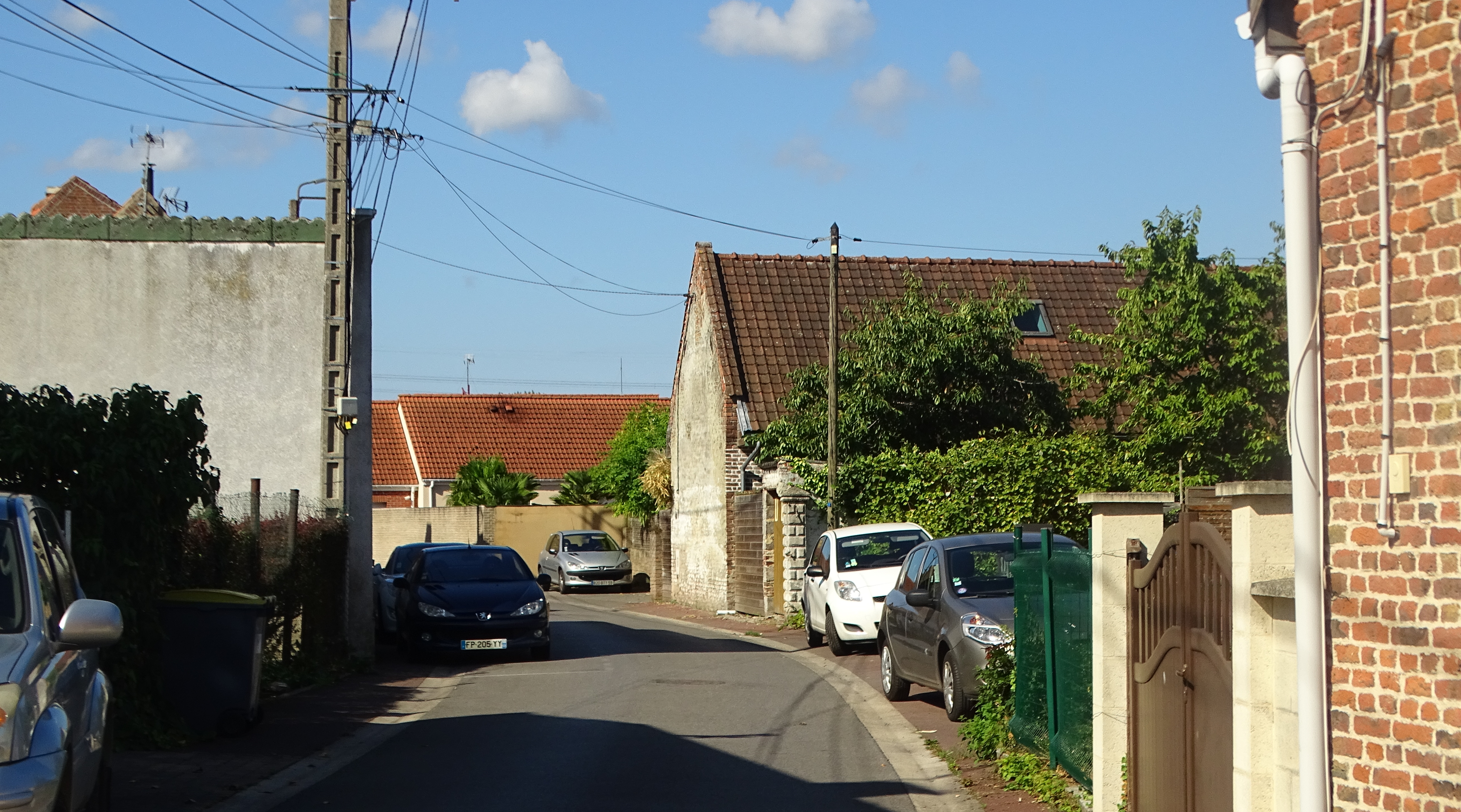
Rue Edmond-Simon à Vred.